# یوردانوف شلانسکی
یوردانوف شلانسکی (به لاتین: Jordanów Śląski) یک روستا در لهستان است که در گمینا یوردانوف شلانسکی واقع شده‌است. یوردانوف شلانسکی ۱٬۱۴۸ نفر جمعیت دارد.